# Багровое золото
«Багровое золото» (перс. طلای سرخ‎) — иранский кинофильм режиссёра Джафара Панахи 2003 года. Фильм был удостоен Приза жюри в программе «Особый взгляд» 56-го Каннского кинофестиваля.

## Сюжет
Фильм начинается со сцены ограбления ювелирного магазина: Хуссейн стреляет в отказывавшегося повиноваться хозяина магазина. После чего он, оказавшись в ловушке из-за сработавшей сигнализации, кончает жизнь самоубийством. Далее сюжет фильма возвращается за 2 дня до ограбления, чтобы рассказать историю Хуссейна, работающего разносчиком пиццы и в душе страдающего от своего низкого социального статуса.

## В ролях
- Хуссейн Эмадеддин — Хуссейн
- Камяр Шейси — Али
- Азита Райеджи — невеста Хуссейна
- Шахрам Вазири — Джевелер
- Эхсан Амани — мужчина в чайном доме
- Пуранг Накхаэль — богач
- Каве Наджмабади — продавец
- Сабер Сафаэль — юный солдат

## Съёмки
Хуссейн Эмадеддин, сыгравший главную роль в фильме, не был профессиональным актёром и в действительности работал разносчиком пиццы. Кроме того, он страдал параноидной шизофренией, что крайне осложняло процесс съёмок. После завершения всех работ Министерство культуры и исламской ориентации Ирана настаивало на ряде вырезок в фильме, однако Панахи не согласился пойти на это. В результате фильм был запрещён для показа в Иране даже для частного просмотра.

## Награды
- 2003 — Каннский кинофестиваль
  - Приз жюри в программе Особый взгляд
- 2003 — Международный кинофестиваль в Чикаго
  - Гран-при — «Золотой Хьюго»
- 2003 — Тбилисский кинофестиваль
  - Золотой Прометей